# Damip (filòsof)
Damip (en llatí Damippus, en grec antic Δάμιππος) va ser un filòsof pitagòric grec.
Alguns manuscrits li atribueixen un fragment que es titula περὶ τρανοίας καὶ ἀγαθῆς τύχης ('perí tranoías kaí ágazes tiches' sobre la claredat i la conveniència de la fortuna), conservat per Estobeu, però que podria correspondre en realitat a Critó d'Eges.